# Dinica endochrysa
Dinica endochrysa är en fjärilsart som beskrevs av Edward Meyrick 1935. Dinica endochrysa ingår i släktet Dinica och familjen äkta malar. Inga underarter finns listade i Catalogue of Life.